# NGC 1817
NGC 1817 је расејано звездано јато у сазвежђу Бик које се налази на NGC листи објеката дубоког неба.
Деклинација објекта је + 16° 41' 0" а ректасцензија 5h 12m 27,0s. Привидна величина (магнитуда) објекта NGC 1817 износи 7,7. NGC 1817 је још познат и под ознакама OCL 463.